# Onthophahus
Onthophahus là một chi bọ cánh cứng thuộc họ Scarabaeidae.